# Jordi Bascompte
Jordi Bascompte Sacrest (Olot, 20 de mayo de 1967) es un biólogo, ecólogo, investigador y catedrático universitario español.

## Biografía
Jordi Bascompte se licenció en Biología por la Universidad de Barcelona en 1991 y se doctoró en 1994. Fue profesor asistente en la misma universidad (1993-1995), investigador de posgrado en la Universidad de California en Irvine (1996-1997) y en la Universidad de California en Santa Bárbara (1997-1998) De 2008 a 2014 estuvo vinculado al Consejo Superior de Investigaciones Científicas como profesor de investigación en la Estación Biológica de Doñana (EBD-CSIC). En 2015 abandonó definitivamente España y desde ese mismo año es catedrático de Ecología en la Universidad de Zúrich.
Ha obtenido proyectos en convocatorias del Consejo Europeo de Investigación y publica artículos en las revistas de mayor impacto científico, como Nature y Science, de la que es miembro del consejo de redacción,
Sus investigaciones se centran en identificar leyes generales que determinan la forma en que las interacciones entre especies condicionan la biodiversidad y como estas interacciones generan 'redes mutualistas'. Bascompte ha conseguido este desarrollo mediante la introducción de la teoría de redes en el estudio de la compleja arquitectura de la biodiversidad Las leyes generales resultantes tienen una importancia fundamental para diseñar estrategias efectivas para la conservación de la biodiversidad y pueden ser la base para nuevos desarrollos en ecología y otras disciplinas en el futuro. Fruto de sus investigaciones ha escrito varios libros, entre ellos Evolución y complejidad (2012, junto con Bartolo Luque) o Mutualistic networks (2014, junto con Pedro Jordano), este publicado por la Universidad de Princeton y con el que los autores recibieron el reconocimiento de mejor libro del año en ecología por la Sociedad Británica de Ecología (BES).
En 2004 recibió el Premio Joven Investigador Europeo, en 2007 el George Mercer de la Ecological Society of America, en 2010 el Rey Jaime I en Protección del Medio Ambiente y en 2011 el Premio Nacional de Investigación Alejandro Malaspina. Premio Ramón Margalef de Ecología en 2021.
Desde 2018 es miembro de la red de expertos del Foro Económico Mundial